# Maria af Modena
Maria af Modena (italiensk: Maria di Modena) (Maria Beatrice Anna Margherita Isabella d'Este; 5. oktober 1658 – 7. maj 1718) var dronning af England, Skotland og Irland som den anden hustru til Jakob 2. og 7. (1633–1701). Maria, en hengiven katolik, giftede sig med enkemanden Jakob, som på det tidspunkt var yngre bror til Karl 2. (1630–1685) og dennes arving under forudsætning af Karl ikke fik nogen legitime børn. Hun var uinteresseret i politik og hengiven til Jakob og deres børn, hvoraf to overlevede til voksen alder: Jakobitternes prætendent til tronerne, Jakob Frans Edvard og Louisa Maria Teresa.
Født som en prinsesse i det nordvestlige italienske Hertugdømme Modena, huskes Maria først og fremmest kend for den kontroversielle fødsel af Jakob Franc Edvard, hendes eneste overlevende søn. Der spredtes et rygte om, at han var en "skiftning", der var blevet bragt ind i fødekammeret i en varmepande for at sikre hendes mands katolske Stuart-dynastis for alle tider. Selv om beskyldningerne næsten helt sikkert var falske, og Gehejmerådets efterfølgende undersøgelse bekræftede dette, var Jakob Frans Edvards fødsel en medvirkende årsag til "Den gloværdige revolution", der afsatte Jakob 2. og 7. og erstattede ham med hans protestantiske ældste datter fra hans første ægteskab med Anne Hyde (1637–1671) Maria 2. Hun og hendes ægtemand Vilhelm 3. af Oranien regerede i fællesskab som "Vilhelm og Maria".
Tvunget i eksil til Frankrig boede "dronningen oven vande", som Jakobitterne kaldte Maria, sammen med sin mand og børn i Château de Saint-Germain-en-Laye, overladt til dem af Ludvig 14. af Frankrig. Maria var populær blandt Ludvig 14.'s hofmænd, mens Jakob blev betragtet som kedelig. Som enke tilbragte Maria meget tid sammen med nonner på Chaillot klostret, hvor hun og hendes datter Loisa Maria Teresa tilbragte deres somre. I 1701 da Jakob 2. døde blev den unge Jakob Frans Edvard konge i en alder af 13 år i Jacobitternes øjne. Da han var for ung til formelt at tage regeringstøjlerne, repræsenterede Maria ham, indtil han fyldte 16 år. Da den unge Jakob Frans Edvard blev bedt om at forlade Frankrig som en del af betingelserne i Freden i Utrecht i 1713, som afsluttede Den spanske arvefølgekrig (1701–1714), forblev Maria af Modena i Frankrig til trods for, at hun ikke havde nogen familie der, hendes datter Loisa Maria Teresa var død af kopper. Maria, der med varme blev husket af sine franske samtidige, døde af brystkræft i 1718.

## Tidlige liv (1658–1673)
Maria Beatrice Anna Margharita Isabella d'Este, det andet, men ældste overlevende barn af Alfons 4., hertug af Modena, og hans hustru Laura Martinozzi, blev født den 5. oktober 1658 i Modena, Hertugdømmet Modena, Italien. Hendes eneste yngre bror, Frans, efterfulgte deres far som hertug ved sidstnævnte død i 1662, året hvor Maria fyldte fire år. Marias og Frans' mor Laura var streng med dem og fungerede som regent for hertugdømmet, indtil hendes søn blev myndig. Marias uddannelse var fremragende. Hun talte fransk og italiensk flydende, havde et godt kendskab til latin og kom senere til at beherske engelsk.
Maria blev beskrevet af samtidige som "høj og beundringsværdigt formet" og blev efterstræbt som en brud til Jakob, hertug af York af Henry Mordaunt, Lord Peterborough.   Lord Peterborough var hertugen af Yorks nærmeste tjenere. Jakob var enkemand og var den yngre bror og arving til Karl 2. af England.  Hertuginde Laura var oprindeligt ikke imødekommende med et svar på Peterboroughs forslag i håb om, ifølge den franske ambassadør, et "større" match med den elleve år gamle Karl 2. af Spanien. Uanset årsagen til Lauras første modvilje, accepterede hun endelig forslaget på vegne af Maria, og de blev gift ved stedfortræder den 30. september 1673.
Modena lå inde for Ludvig 14. af Frankrigs indflydelsessfære, og han godkendte Marias kandidatur og tog varmt imod Maria i Paris, hvor hun stoppede på vejen til England og gav hende en broche til en værdi af 8.000 £. Hendes modtagelse i England var meget køligere. Parlamentet, der udelukkende var sammensat af protestanter, reagerede negativt på nyheden om et katolsk ægteskab og frygtede, at det var en "papistisk" sammensværgelse mod landet. Den engelske offentlighed, der overvejende var protestantisk, brændemærkede hertuginden af York, som Maria derefter blev kendt som indtil hendes mands tronbestigelse, som "pavens datter". Parlamentet truede med at annullere ægteskabet, hvilket førte til, at Karl suspenderede parlamentet indtil 7. januar 1674, for at sikre, at ægteskabet ville blive respekteret og for at beskytte Huset Stuarts omdømmet.

## Hertuginde af York (1673–1685)

### Hushold
Hertugen af York, der åbent erklærede sig katolik, var femogtyve år ældre end sin brud, mærket af kopper og plaget af at stamme. Han havde i hemmelighed konverteret til katolicisme omkring 1668. Maria så først sin mand den 23. november 1673, dagen for deres anden ægteskabsceremoni. Jakob var tilfreds med sin brud. Maria kunne dog først ikke lide ham og brast i gråd, hver gang hun så ham. Ikke desto mindre blev hun hurtigt glad for Jakob. Fra sit første ægteskab med den borgerlige Anne Hyde, der var død i 1671, havde Jakob to døtre: Lady Maria og Lady Anne.  De blev introduceret for Maria af Jakob med ordene, "Jeg har bragt jer en ny legekammerat". I modsætning til Lady Maria kunne Lady Anne ikke lide sin fars nye kone. Maria spillede spil med Anne for at vinde hendes kærlighed.
Hertuginden af York modtog årligt 5.000 £ til udgifter for sig selv og sin eget hushold ledet af Carey Fraser, grevinde af Peterborough. Det blev fyldt med damer valgt af hendes mand: Frances Stewart, hertuginde af Richmond, Karl 2.'s kasserede elskerinde, og Anne Scott, 1. hertuginde af Buccleuch. At hertuginden af York afskyede spil, stoppede ikke hendes damer med at tvinge hende til at gøre det næsten hver dag. De troede, at "hvis hun afstod, ville det blive taget ilde op". Som følge heraf fik Maria en mindre spillegæld.
Fødslen af hertuginden af Yorks første barn, Katarina Laura, opkaldt efter Dronning Katarina, den 10. januar 1675 repræsenterede begyndelsen på en stribe af børn, der ville dø som spæde. På dette tidspunkt havde hun et fremragende forhold til Lady Maria, og hun besøgte hende i Haag, efter at den yngre Maria var blevet gift med Vilhelm af Oranien. Hun rejste inkognito og tog Anne med sig.

### Den papistiske sammensværgelse og eksil
Hertuginden af Yorks katolske sekretær Edvard Colman blev i 1678 på falsk baggrund impliceret i et fiktivt plot mod kongen af Titus Oates.  Sammensværgelsen, kendt som Den papistiske sammensværgelse (Popish plot), resulterede i dannelsen af eksklusionsbevægelsen, som blev ledet af Anthony Ashley Cooper, 1. jarl af Shaftesbury .  Eksklusionsbevægelsen ønskede at fjerne den katolske hertug af York fra tronen. Med et itureven omdømme blev York familien modvilligt sendt i eksil til Bruxelles, et domæne under kongen af Spanien, tilsyneladende for at besøge Lady Maria, der siden 1677 havde været hustru til Prins Vilhelm 3. af Oranien. Ledsaget af hendes snart tre år gamle datter Isabella og Lady Anne blev hertuginden af York bedrøvet af Jakob udenomsægteskabelige forhold til Catherine Sedley. Marias humør blev genoplivet for en stund af et besøg fra hendes mor, der boede i Rom.
En rapport om, at Kong Karl var meget syg, sendte York familien tilbage til England i al hast. De frygtede, at kongens ældste uægte søn James Scott, 1. hertug af Monmouth, der også ledte Englands væbnede styrker, ville tage kronen, hvis Karl døde i deres fravær. Sagen blev forværret af det faktum, at Monmouth nød støtten fra eksklusionisterne, der havde flertal i parlamentets underhus. Karl overlevede, men følte, at York familien var vendte tilbage til hoffet for hurtigt, sendte Jakob og Maria til Edinburgh, hvor de opholdt sig for det meste i de næste tre år. Boende i Holyrood Palace måtte York familien klare sig uden Lady Anne og Lady Isabella, som var forblevet i London på Karls ordre. York familien blev kaldt tilbage til London i februar 1680, kun for at vende tilbage til Edinburgh samme efterår. Denne gang ankom med et mere ærefuldt ærinde: Jakob var blevet udnævnt til kongens kommissær til Skotland. Adskilt fra Lady Isabella igen, sank Maria ned i en tilstand tristhed, forværret af vedtagelsen af Ekskluderingsloven i underhuset. Lady Isabella, hidtil den eneste af Marias børn, der havde overlevet den spæde barnealder, døde i februar 1681. Isabellas død førte Maria dybt ned i en religiøs mani, som bekymrede hendes læge. På samme tid som nyheden om Isabellas død nåede Holyrood, blev Marias mor på falsk baggrund beskyldt for at have tilbudt 10.000 pund for mordet på kongen. Anklageren, en smædeskrifter, blev henrettet efter kongens ordre.
Presset fra eksklusionbevægelsen, der var opstået efter den papistiske sammensværgelse, var klinget af hen mod maj 1682. Parlamentet, der domineret af eksklusionister, der havde været suspenderet siden marts 1681, mødtes aldrig mere under Karl 2.'s regeringstid. Derfor vendte hertugen og hertuginden af York tilbage til England, og hertuginden fødte en datter ved navn Charlotte Maria i august 1682. Charlotte Marias død tre uger senere berøvede ifølge den franske ambassadør Jakob for "håb om, at ethvert barn af hans kunne leve", alle Jakobs sønner med Anne Hyde, hans første hustru, var døde som spæde. Jakobs sorg blev fjernet af hans tilbagevenden til popularitet efter opdagelsen af en sammensværgelse, i hvilken kongen og ham skulle dræbes. Målet for Sammensværgelsen, kendt som Rye House sammensværgelsen (Rye House Plot), var at få Monmouth placeret på tronen som Lord Protector. Genopstigningen var så stærk, at Jakob i 1684 blev optaget igen i Gehejmerådet efter 11 års fravær.

## Dronning (1685–1689)
På trods af al ophidselsen med Eksklusionsbevægelsen besteg Jakob let sin brors trone ved sidstnævntes død den 6. februar 1685, muligvis fordi det nævnte alternativ kunne have resulteret i endnu en borgerkrig. Maria sørgede oprigtigt over Karl og huskede senere i livet, "Han var altid venlig mod mig." Marias og Jakobs fælles kroningsceremoni på 119.000 £, der fandt sted den 23. april, Sankt Jørgensdag, blev omhyggeligt planlagt. Der blev søgt efter fortilfælde for Maria, fordi der ikke var sket en fælles kroning i fuld længde, siden Henrik 8.'s og Katarina af Aragoniens kroning i 1509.
Dronning Marias helbred var stadig ikke kommet sig efter Lady Isabellas død. Så meget så faktisk, at den toscanske udsending rapporterede til Firenze, at "folkestemningen [for Marias efterfølger] drejer sig i retning af prinsessen, din højheds datter" (dvs. Anna Maria Luisa af Medici). Også Frankrig forberedte sig på dronningens forestående død og præsenterede sin kandidat til Jakobs nye hustru: Hertugen af Enghiens datter. Dronningen forsøgte derefter at få sin bror Hertugen af Modena til at gifte sig med den førstnævnte Anna Maria Luisa af Medici.
I februar 1687 flyttede dronningen, der på det tidspunkt var blevet irriteret over kongens affære med Catherine Sedley ind i nye lejligheder i Palace of Whitehall. Whitehall havde haft et katolsk kapel siden december 1686. Hendes lejligheder blev designet af Christopher Wren til en pris af 13.000 £. Fordi paladsets renovering hidtil ikke var færdig, modtog kongen ambassadører i hendes værelser, meget til dronningens ærgrelse. Fem måneder senere, kort efter at ægteskabssamtalerne med Toscana var blevet afsluttet forgæves, døde dronningens mor Laura Martinozzi. Derfor gik hele det engelske hof i sorg. Hertuginde Laura efterlod "en betydelig sum kontanter" og nogle smykker til Maria. Vilhelm 3. af Oranien, Jakobs svigersøn, kunne mærke folkets utilfredshed med Jakobs regering. Han brugte Marias mors død som et dække for at sende sin halvonkel, William Nassau de Zuylestein, 1. jarl af Rochford, til England, tilsyneladende for at trøste dronning Maria, men i virkeligheden som en spion. 
Efter et besøg i Bath, i håb om, at dets vand ville hjælpe med undfangelsen, blev Dronning Maria gravid i slutningen af 1687. Da graviditeten blev offentlig kendt kort før jul, glædede katolikkerne sig. Protestanter, der havde tolereret Jakobs katolske styre, fordi han ikke havde nogen katolsk arving, blev bekymrede. Den protestantiske desillusionering var total, efter det blev kendt at barnet var en dreng, og mange protestanter mente, at barnet var uægte. Hvis ikke, ville Jakob 2.'s katolske dynasti kunne fortsætte i al tid. Blandt folket blev det hævdet, at barnet, ved navn Jakob Frans Edvard, var blev smuglet ind i fødekammeret som en erstatning for dronningens rigtige, men dødfødte barn. Dette rygte blev bredt accepteret som kendsgerning af protestanter på trods af de mange vidner til fødslen. Hovedsageligt på grund af Jakobs fejl, havde disse rygter antage en vis sandsynlighed, da han af personlige fordomme havde udelukket mange fra fødselsceremonien, hvis vidnesbyrd kunne have været regnet som gyldige. De fleste af vidnerne var katolikker eller udlændinge, og flere, såsom Prinsesse Anne af Danmark, senere Dronning Anne, og de protestantiske prælatter, eller prinsessernes familie, som den nyfødte ville fjerne fra den direkte arvefølge, var ikke blevet tilladt at være til stede. Anne besvarede senere et notat med 18 spørgsmål vedrørende Jakob Frans Edvards fødsel til sin søster prinsessen af Oranien. Annes svar, partiske og upålidelige, overbeviste Prinsessen af Oranien om, at hendes far havde fremskaffet en skiftning til nationen. Grev Zuylestein, der vendte tilbage til Holland kort efter fødslen, var enig med Annes påstande.
Udstedt af syv førende Whig-adelsmænd signalerede invitationen til Vilhelm om at invadere England begyndelsen på en revolution, der kulminerede i Jakob 2.'s afsættelse. Invitationen forsikrede Vilhelm, at "19 ud af tyve af mennesker i hele kongeriget" ønskede en indgriben. Revolutionen, kendt som Den glorværdige revolution, fratog Jakob Frans Edvard hans ret til den engelske trone på grund af, at han ikke var kongens rigtige søn og senere, fordi han var katolik. Med England i hænderne på Vilhelm af Oraniens stærke hær på 15.000 mand rejste Jakob og Maria i eksil i Frankrig. Der blev de på Jakobs fætter Kong Ludvig 14.'s bekostning, da han støttede Jakobitternes sag.

## Dronning oven vande (1689–1701)

### Modtagelse ved Ludvig 14.'s hof
Da Maria 2. og Vilhelm 3. og 2. havde steget de engelske og skotske troner, ophørte Maria af Modena med at være dronning af England den 11. december 1688 og Skotland den 11. maj 1689. Dette var samtidigt med hendes mands formelle afsættelse. Jakob 2., dog med støtte fra Ludvig 14. fra Frankrig, betragtede sig stadig som konge af guds nåde og fastholdt, at det ikke var inden for parlamentets magt at afsætte en monark.
Ludvig 14. gav eksilkongen og eksildronningen Château de Saint-Germain-en-Laye som deres hjem, hvor de oprettede deres eksilhof. Maria blev snart en populær figur ved Ludvig 14.'s hof i Versailles, hvor diarist Madame de Sévigné i sin dagbog anerkendte Maria for hendes "fornemme optræden og hendes hurtige opfattelse". Spørgsmål om forrang ødelagde imidlertid Marias forhold til Dauphinen af Frankrig, Maria Anna af Bayern.  Fordi Maria blev tildelt dronningens privilegier og rang, havde hun en højere rang end Maria Anna. Derfor nægtede Maria Anna at se Maria, idet etikette var et følsomt emne i Versailles. På trods af dette blev Ludvig 14. og hans hemmelige hustru, Madame de Maintenon, nære venner med Maria. Da der ikke var nogen dronning ved det franske hof, heller ikke en dauphine efter 1690, havde Maria forrang over alle de kvindelige medlemmer af det franske hof og det franske kongehus, ligesom hendes datter havde i sin egenskab af kongelig prinsesse, indtil den næste franske dauphine dukkede op i 1711. Jakob blev stort set udelukket fra det franske hofliv. Hans samtidige fandt ham kedelig, og franske hofmænd jokede ofte med, at "når man snakker med ham, forstår man hvorfor han er her." Maria fødte prinsesse Louisa Maria Stuart i 1692. Hun skulle vise sig at være Jakobs og Marias sidste barn.
Oprindeligt støttet af irske katolikker i hans bestræbelser på at genvinde hans troner, iværksatte Jakob en ekspedition til Irland i marts 1689. Han opgav det efter sit nederlag i Slaget ved Boyne i 1690. Under Jakob's felttog støttede Maria hans sag over de britiske øer: Hun sendte tre franske forsyningsskibe til Bantry Bay og 2.000 £ til Jacobitternes oprørere i Dundee. Hun finansierede disse foranstaltninger ved at sælge sine smykker. Pengeproblemer plagede Stuart familien i eksil, trods en betydelig pension fra Ludvig 14. på 50.000 livres. Maria gjorde sit bedste for at hjælpe de af hendes mands støtter, der levede i fattigdom, og opfordrede sine børn til at give en del af deres lommepenge til Jakobitternes flygtninge.

### d'Este arvefølgen
Sammenbruddet for Jakobs invasion af Irland i 1691 rystede Maria. Hendes humør blev løftet af nyheden om hendes brors Hertugen af Modenas bryllup. Han giftede sig med Margrete Maria Farnese af Parma. Da Marias bror i 1695 døde, havde Huset Este kun et mandligt medlem tilbage, hendes onkel Rinaldo, der var katolsk kardinal. Dronning Maria, der var bekymret for dynastiets fremtid, opfordrede sin onkel til at fratræde som kardinal, "til gavn for folket og for det suveræne hus d'Estes fremtid". Hertug Rinaldos brud, Prinsesse Charlotte af Braunschweig-Lüneburg, var ifølge Maria "af et let temperament bedst egnet til [hertugen]".
En stridens æble opstod imidlertid over dronningens arv og medgift.  Hertug Rinaldo nægtede at frigive førstnævnte og efterlod sidstnævnte 15.000 pund for lidt. I 1700, fem år senere, betalte hertugen endelig dronningen hendes medgift. Hendes arv forblev imidlertid bundet, og forholdet til Modena forværredes igen, da Rinaldo allierede sig med den tysk-romerske kejser Leopold 1. Leopold var en fjende af Ludvig 14., Jakobs og Marias beskytter.

### Regentskab
I marts 1701 fik Jakob 2. et slagtilfælde, mens han var til messe på Château de Saint-Germain-en-Laye, hvilket efterlod ham delvist lammet. Ludvig 14.'s personlige læge anbefalede vandet omkring Bourbon-l'Archambault i Auvergne til at kunne kurere kongens lammelse. Vandet havde imidlertid ringe virkning, og Jakob 2. døde af et slagtilfælde den 16. september 1701. Ludvig 14. erklærede i strid med Freden i Rijswijk Jakob Frans Edvard konge af England, Irland og Skotland som Jakob 3. og 8. Denne handling irriterede Kong Vilhelm 3. og 2., som havde regeret alene siden hustru Maria 2.'s død. Fordi Jakob Frans Edvard var mindreårig, fungerede dronning Maria som formel regent for sin søn. Maria ledte også regentrådet, selvom hun ikke var interesseret i politik. Før sin død Jakob 2. havde udtrykt ønske om, at Marias regentskab ikke ville vare længere end til deres søns 18-års fødselsdag.
Klædt i sort i resten af sit liv var Dronning Marias første handling som regent at udbrede et manifest, der udlagde Jakob Frans Edvards krav. Det blev stort set ignoreret i England. Fra Skotland kom imidlertid en repræsentant fra Huset Stuarts støtter til Saint-Germain for at overbevise dronningen om at overgive Jakob Frans Edvard til dem og acceptere hans konvertering til Protestantismen.
Konverteringen, sagde repræsentanten, ville muliggøre Jakob Frans Edvards bestigelse af den engelske trone efter Vilhelm 3.'s død. Dronning-regenten kunne ikke acceptere argumentet fuldt ud, så der blev nået et kompromis: Jakob Frans Edvard, hvis han blev konge, ville begrænse antallet af romersk-katolske præster i England og love ikke at pille ved den etablerede Engelske kirke. Til gengæld ville Huset Stuarts støtter gøre alt i deres magt for at blokere vedtagelsen af Huset Hannovers arvefølge i det skotske parlament. Da Vilhelm 3. døde i marts 1702 erklærede Simon Fraser, 11. Lord Lovat, sin støtte til Jakob Frans Edvard i Inverness. Kort efter rejste Lovat til eksilhoffet i Saint-Germain og bad dronning-regenten om at lade hendes søn komme til Skotland. Lovat havde til hensigt at rejse en hær på 15.000 soldater i Skotland for at erobre tronen for Jakob Frans Edvard. Maria nægtede at tage afsked med Jakob Frans Edvard, og opstanden mislykkedes. Marias regentskab ophørte, da hendes søn fyldte 16 år.
Efter i sin ungdom at have ønsket at blive en nonne, søgte Dronning Maria tilflugt fra de eksilets stress i Chaillot Klostret nær Paris, hvor hun blev veninde med Ludvig 14.s angerfulde elskerinde Louise de La Vallière. Der boede Maria hos sin datter i lange perioder næsten hver sommer. Det var også her i 1711, at dronning Maria fandt ud af, at Jakob Frans Edvard som en del af vordende Fred i Utrecht skulle miste Ludvig 14.'s eksplicitte anerkendelse og blive tvunget til at forlade Frankrig. Det næste år, da Jakob Frans Edvard blev udvist og Louisa Maria døde af kopper, var Maria meget oprørt. Ifølge Marias nære veninde Madame de Maintenon, var Maria "i en trøstelsløs forfatning". Frataget sin families selskab, boede Dronning Maria resten af sine dage i Chaillot og Saint-Germain i faktisk fattigdom, ude af stand til at rejse på egen hånd, fordi alle hendes heste var død, og hun havde ikke råd til at erstatte dem.
Efter hendes død af kræft den 7. maj 1718 blev Maria husket med kærlighed af sine franske samtidige, hvoraf tre, Elizabeth Charlotte af Pfalz, hertugen af Saint-Simon og markisen af Dangeau, betragtede hende som en "helgen". Marias jordiske rester blev begravet i Chaillot blandt de nonner, hun var blevet ven med.

## Børn
| Navn                          | Fødsel           | Død               | Noter                                        |
| ----------------------------- | ---------------- | ----------------- | -------------------------------------------- |
| Navnløst barn                 | Marts 1674       | Marts 1674        | for tidlig fødsel                            |
| Katarina Laura                | 10. januar 1675  | 3. oktober 1675   |                                              |
| Navnløst barn                 | Oktober 1675     | Oktober 1675      | dødfødt                                      |
| Isabella                      | 28. august 1676  | 2. marts 1681     | døde som spæd                                |
| Karl, hertug af Cambridge     | 7. november 1677 | 12. december 1677 |                                              |
| Elizabeth                     | 1678             | 1678              | døde umiddelbart efter fødslen               |
| Navnløst barn                 | Februar 1681     | Februar 1681      | dødfødt                                      |
| Charlotte Maria               | 16. august 1682  | 16. oktober 1682  |                                              |
| Navnløst barn                 | Oktober 1683     | Oktober 1683      | dødfødt                                      |
| Navnløst barn                 | Maj 1684         | Maj 1684          | for tidlig fødsel                            |
| Jakob 3. og 8. (Jacobitterne) | 10. juni 1688    | 1. januar 1766    | gift med Maria Klementina Sobieska, fik børn |
| Louisa Maria Teresa           | 28. juni 1692    | 20. april 1712    | døde af kopper                               |

### Citationer
1. ↑  Harris, p 1.
2. ↑  Oman, p 30.
3. ↑  Encyclopædia Britannica. "Mary of Modena (queen of England)". Britannica.com. Hentet 24. december 2009.
4. 1 2  Oman, p 40.
5. ↑  Oman, p 14.
6. ↑  Haile, p 16.
7. ↑  Oman, p 15.
8. ↑  Waller, p 23.
9. ↑  Haile, p 18.
10. ↑  Fea, p 70.
11. ↑  Oman, p 19.
12. 1 2 3  Waller, p 15.
13. ↑  Oman, p 10.
14. ↑  Haile, p 17.
15. ↑  Haile, p 24.
16. ↑  Oman, p 27.
17. 1 2  Fraser. King Charles II, p 418.
18. ↑  Oman, p 28.
19. ↑  Haile, p 40.
20. ↑  Waller, p 135.
21. ↑  Waller, p 149.
22. ↑  Haile, p 41.
23. ↑  Turner, p 114.
24. ↑  Oman, p 31.
25. ↑  Chapman, p 33.
26. ↑  Waller, p 22
27. ↑  Waller, p 24.
28. ↑  Oman, p 46.
29. ↑  Oman, p 38.
30. ↑  Oman, p 45.
31. ↑  Oman, p 48.
32. ↑  Marshall, p. 172.
33. ↑  Fraser. King Charles II, p 463
34. ↑  Fraser. King Charles II, p 470.
35. ↑  Haile, p 76.
36. ↑  Chapman, p 67.
37. ↑  Brown, pp. 10–12
38. ↑  Fea, p 83.
39. ↑  Oman, p 56.
40. ↑  Haile, p 88.
41. ↑  Oman, p 63.
42. ↑  Fea, p 85.
43. ↑  Haile, p 92.
44. ↑  Turner, p 171.
45. ↑  Oman, p 67.
46. ↑  Fea, p 96.
47. ↑  Waller, p 35
48. ↑  Haile, pp. 99–100
49. ↑  Oman, p 71.
50. ↑  Waller, p 36.
51. ↑  Waller, p 37.
52. ↑  Haile, p 109.
53. ↑  Oman, p 75.
54. ↑  Oman, pp. 75–76
55. ↑  Fraser. King Charles II, p 569.
56. ↑  Waller, pp. 143–144.
57. ↑  Oman, plate no. VII
58. ↑  Oman, p 85.
59. ↑  Haile, p 129.
60. ↑  Waller, p 40.
61. ↑  Haile, p 124.
62. ↑  Oman, p 96.
63. ↑  Fea, p 138.
64. ↑  Haile, p 142.
65. ↑  Oman, p 98.
66. ↑  Oman, p 99
67. ↑  Haile, p 159.
68. ↑  Oman, p 99.
69. 1 2 3 4  Chapman, p 144.
70. ↑  Haile, p 163.
71. ↑  Waller, p 11.
72. ↑  Harris, p 239.
73. ↑  Waller, p 12.
74. 1 2 3 4  Oman, pp. 108 – 109.
75. ↑  Harris, pp. 239 – 240.
76. ↑  Waller, p 216.
77. 1 2 3 4  Fraser, Love and Louis XIV, p 270.
78. ↑  Harris, p 325.
79. ↑  Starkey, p 190.
80. ↑  Uglow, p 523.
81. ↑  Fraser, Love and Louis XIV, p 271.
82. ↑  Fraser, Love and Louis XIV, pp. 270 – 271.
83. ↑  Edward T. Corp: A Court in Exile: The Stuarts in France, 1689–1718 (2004)
84. ↑  Oman, p 148.
85. ↑  Fea, p 235.
86. ↑  Oman, p 158.
87. ↑  Oman, pp. 158 – 159.
88. ↑  Oman, p 173.
89. ↑  Oman, p 207.
90. ↑  Haile, p 357.
91. ↑  Haile, p 282.
92. ↑  Haile, p 311.
93. ↑  Haile, p 312.
94. ↑  Haile, p 314.
95. 1 2  Oman, p 184.
96. ↑  Oman, p 185.
97. ↑  Maclagan, Michael; Louda, Jiří, p 27.
98. ↑  Pinces, John Harvey; Pinces, Rosemary (1974). The Royal Heraldry of England. Heraldry Today. Slough, Buckinghamshire: Hollen Street Press. s. 187. ISBN 0-900455-25-X.{{cite book}}:  CS1-vedligeholdelse: postscript (link)
99. ↑  Gregg, p 127.
100. ↑  Oman, p 190.
101. ↑  Fea, p 285.
102. ↑  Fraser, Love and Louis XIV, p 322.
103. ↑  Gregg, p 101.
104. ↑  Oman, p 196.
105. ↑  Oman, p 197.
106. ↑  Haile, p 358.
107. ↑  Haile, p 359.
108. ↑  Haile, p 363.
109. ↑  Oman, plate xiv.
110. ↑  Haile, p 229.
111. ↑  Oman, p 221.
112. ↑  Oman, p 225.
113. ↑  Oman, p 242.
114. ↑  Fraser, Love and Louis XIV, p 383.
115. ↑  Oman, p 245.
116. ↑  Oman, p 247.
117. ↑  Fraser, Love and Louis XIV, p 329.